# HMS Imogen
L'HMS Imogen (Pennant number D44), sesta nave da guerra britannica a portare questo nome, è stato un cacciatorpediniere classe I della Royal Navy. Venne costruita nei cantieri Hawthorn Leslie and Company di Hebburn, impostata il 18 gennaio 1936, varata il 30 ottobre successivo ed entrò in servizio il 2 giugno 1937.

## Servizio
Dal momento dell'ingresso in servizio allo scoppio della seconda guerra mondiale l'unità servì presso la 3 Flottiglia cacciatorpediniere della Mediterranean Fleet, prendendo parte ai pattugliamenti nelle acque iberiche durante la guerra civile spagnola. Il 3 settembre 1939, giorno dell'entrata in guerra della Gran Bretagna e della Francia, venne deciso il trasferimento in patria con compiti di scorta ai convogli e pattugliamento antisommergibile. Dal 10 settembre operò con base a Plymouth pattugliando il canale della manica. Il 13 ottobre, dopo aver tratto in salvo i naufraghi dei mercantili Louisiane, affondato dall'U-48, Lochavon e Bretagne, silurati invece dall'U-45, affondò insieme all'Ilex il sottomarino tedesco U-42, ritornando poi in porto per sbarcare i sopravvissuti.
Il 22 ottobre entrò in cantiere a Liverpool per riparazioni, tornando in servizio l'8 novembre e venendo assegnato al Mare del Nord. Il 22 dicembre scortò la nave da battaglia Barham colpita da un siluro fino in porto sul Clyde. Nel gennaio 1940 operò con compiti di scorta ai convogli e pattugliamenti, scortando il 25 febbraio il convoglio HN14 diretto in Norvegia insieme ai cacciatorpediniere Escort e Inglefield e al sommergibile Narwhal. Durante la scorta prese parte all'affondamento del sommergibile U-63, recuperando in seguito 24 sopravvissuti. Il 5 aprile salpò da Scapa Flow per scortare il posamine Teviot Bank nella posa di un campo minato al largo di Stadtlandet, in Norvegia insieme ai cacciatorpediniere Ilex, Inglefield e Isis. In seguito la missione venne annullata e l'unità utilizzata dall'8 aprile a copertura degli sbarchi alleati in Norvegia. Partecipò a tutta la campagna di Norvegia, scortando anche i convogli di ritorno in Gran Bretagna in seguito al fallimento dell'operazione. Dal mese di giugno venne trasferita a Plymouth, scortando il 18 giugno la portaerei Illustrious appena costruita e non ancora in servizio durante la prima parte del suo viaggio verso le Bermuda. Dal 10 luglio scortò una formazione di posamine impegnata nella posa di un campo minato nella zona a nord delle isole Orcadi.
Il 16 luglio, a causa della nebbia, entrò in collisione con l'incrociatore Glasgow al largo di Duncansby Head. L'unità, gravemente danneggiata e con incendi a bordo, venne abbandonata dall'equipaggio e affondò poco dopo.